# Katarzyna Tekakwitha

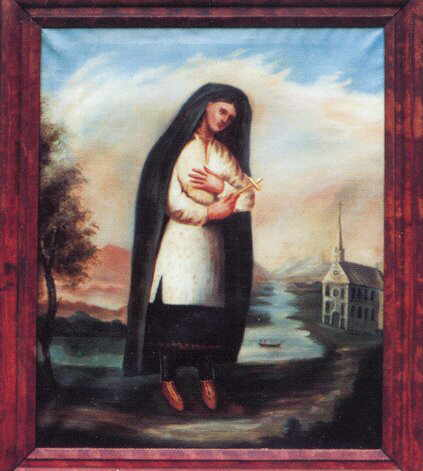
św. Kateri Tekakwitha (najstarszy znany wizerunek)

Katarzyna Tekakwitha (Kateri Tekakwitha, Catherine Tekakwitha, Lily of the Mohawks, ur. 1656 w Ossernenon, stan Nowy Jork, zm. 17 kwietnia 1680 w Kahnawake, prowincja Quebec) – święta Kościoła katolickiego, z pochodzenia Indianka kanadyjska.

## Życiorys
Jej matka była chrześcijanką z plemienia Algonkinów, natomiast ojciec niechrześcijańskim Mohawkiem. Kiedy Tekakwitha miała 4 lata została osierocona w czasie epidemii czarnej ospy. Przeżyła ospę, ale pozostały jej blizny na twarzy i uszkodzony wzrok. Następnie została adoptowana przez wuja. W 1676 r. została ochrzczona przez misjonarza jezuitę. Na chrzcie otrzymała imię Kateri (Catherine) na cześć św. Katarzyny ze Sieny. Z powodu jej wiary obrzucano ją obelgami, a w końcu nawet jej życie znalazło się w niebezpieczeństwie. Zmuszona była do ucieczki ze swojej osady. Dotarła do oddalonej o ok. 200 mil (ponad 360 km) wioski Sault-Sainte-Marie niedaleko Montrealu, gdzie była katolicka misja. Podróżowała wraz z jednym z Indian z jej plemienia, przeważnie szlakami wodnymi, rzeką i jeziorami, i po części tylko lasami. Podróż ta zajęła im około dwóch tygodni. Zamieszkała w chacie Anastazji Tegonhatsihonga, chrześcijanki pochodzenia indiańskiego. Tam w Sault-Sainte-Marie, w 1677 w Boże Narodzenie przyjęła pierwszą Komunię Świętą, a w 1679 w święto Zwiastowania Pańskiego złożyła ślub czystości. Ofiarowała się również Matce Najświętszej. Zasłynęła z pobożności, prostoty i licznych umartwień. Swoje dalsze życie poświęciła nauczaniu dzieci modlitwy i opiece nad chorymi. Jej grób w rezerwacie Kahnawake w prowincji Quebec w Kanadzie stał się miejscem pielgrzymek chrześcijan Indian i francuskich kolonistów.

## Kult
Atrybutami św. Katarzyny Tekakwitha są: biała lilia, jako symbol czystości, krzyż w ręku, jako wyraz jej miłości do Chrystusa i żółw, jako symbol jej klanu. Jest czczona przez Kościół katolicki jako opiekunka ekologii, przyrody i środowiska naturalnego. Jest także patronką wygnańców, sierot, ludzi wyśmiewanych z powodu ich pobożności. Patronowała Światowym Dniom Młodzieży w 2002 w  Toronto.
Jej wspomnienie liturgiczne obchodzone jest w Kościele katolickim 17 kwietnia, a 14 lipca w USA.

## Beatyfikacja i kanonizacja
Była pierwszą Indianką chrześcijanką z Ameryki Północnej, wobec której rozpoczęto proces beatyfikacyjny w 1884 za pontyfikatu Leona XIII. 3 stycznia 1943 Pius XII ogłosił, że córkę wodza Mohawków można nazywać Służebnicą Bożą. Beatyfikował ją 22 czerwca 1980 św. Jan Paweł II jako pierwszą Indiankę – chrześcijankę. 19 grudnia 2011 zatwierdzono cud niezbędny do kanonizacji bł. Katarzyny. Kanonizowana 21 października 2012 w Rzymie przez Benedykta XVI.